# Eucynortoides maculatus
Eucynortoides maculatus is een hooiwagen uit de familie Cosmetidae.